# Tolo do Caladinho
O Tolo do Caladinho é um monumento funerário do período Neo-Calcolítico, no concelho do Redondo, distrito de Évora.
Possui uma câmara de planta circular com aproximadamente 4m de diâmetro. O corredor possuí um esteio de cada lado. Ainda se podem ver os vestígios de uma mamoa.